# Ingegneria del bambù

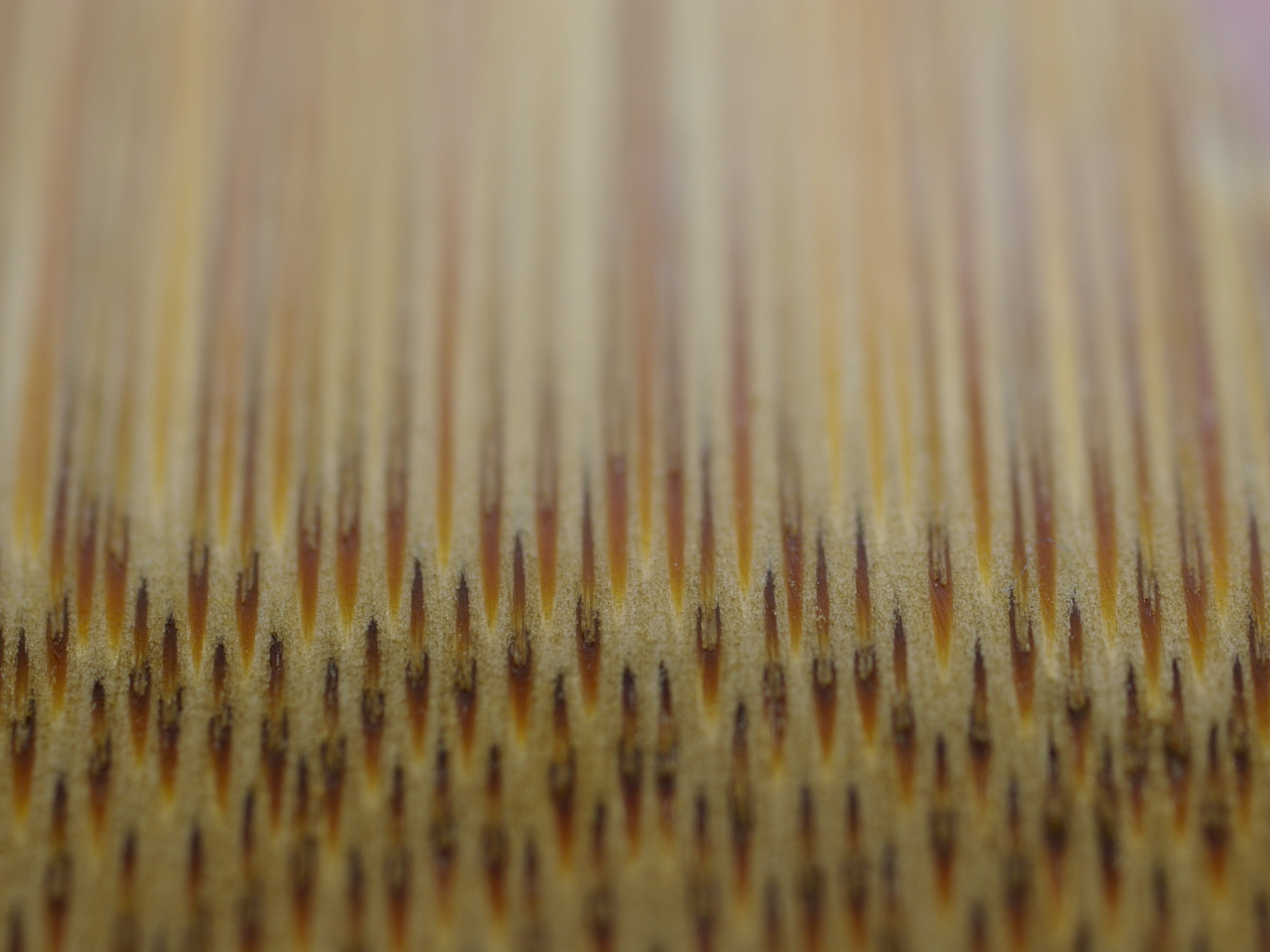
Fibre di bambù al microscopio

Il bambù è una pianta sempreverde appartenente alla famiglia delle Poaceae. In natura esistono oltre 1400 specie che crescono spontaneamente in tutti i continenti (eccetto che in Europa, dove invece può essere coltivato). Non tutte le specie esistenti però sono adatte ad un loro utilizzo nell’ambito dell’ingegneria strutturale per via delle loro dimensioni. Si prediligono, infatti, culmi di notevoli spessori, come ad esempio quelli appartenenti alle specie Guadua angustifolia kunth (appartenente al genere Guadua), Phyllostachys edulis e Phyllostachys bambusoides (appartenenti al genere Phyllostachys). Per le sue particolari proprietà meccaniche e il suo basso peso specifico, il bambù può essere considerato un valido materiale da costruzione, al pari del legno. Negli ultimi decenni, molti ricercatori si sono impegnati nello studio delle possibili applicazioni di questa pianta nell’ambito dell’ingegneria strutturale per via della sua rinnovabilità e del basso impatto ambientale.

## L'anatomia del culmo

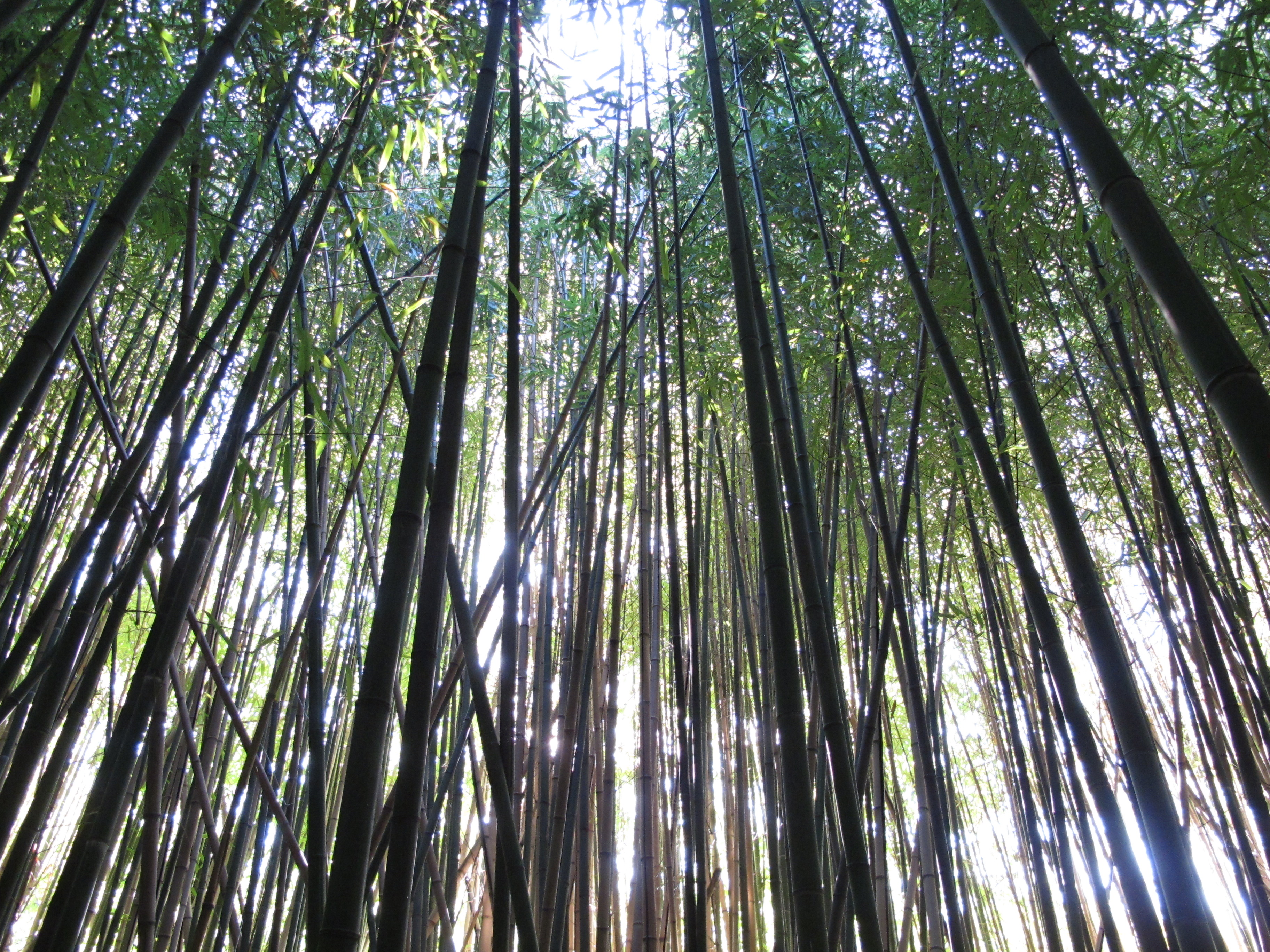
Bambuseto nei pressi di Viareggio, Italia

Il culmo di bambù si presenta come un’asta cilindrica cava al suo interno, a sezione variabile e con diaframmi lungo il suo sviluppo longitudinale (denominati nodi). Lo spazio fra due nodi è invece chiamato internodo. Data la sua forma molto simile ad un tubolare d’acciaio, il culmo può essere impiegato come elemento strutturale per la realizzazione di travature. In Cina, in particolare nell’area di Hong Kong, il bambù è molto usato per la realizzazione di impalcature (ponteggi) per via della sua leggerezza e per la rapidità nel loro smontaggio.
Sezionando trasversalmente un culmo di bambù, si può notare la sua struttura interna: i puntini scuri rappresentano i fasci vascolari, la parte più chiara rappresenta invece il tessuto in cui i fasci vascolari sono immersi, quindi il tessuto parenchimatico. All’interno dei fasci vascolari ci sono le fibre, che danno rigidezza e resistenza al bambù. La quantità di fibre è relativamente elevata: mediamente rappresentano il 40% del volume totale del culmo (il 52% è rappresentato dal tessuto parenchimatico e il restante 8% da altri tessuti). La presenza di fibre all’interno di una matrice meno rigida e meno resistente rende il bambù un materiale composito.

## Gli utilizzi nell'ambito dell'ingegneria civile
Il bambù può essere impiegato almeno in ben quattro modi differenti nell’ambito dell’ingegneria strutturale. Il modo più antico e più usato dall’uomo è l’uso del culmo nella sua forma naturale. Per la sua forma tubolare e per le sue proprietà meccaniche, il culmo si presta bene per la realizzazione di travi e pilastri. Janssen, nel 1981, nella sua tesi di dottorato calcolò l'efficienza strutturale del bambù confrontandola con quella dell'acciaio, del calcestruzzo e del legno, dimostrando che il bambù poteva essere considerato una valida alternativa ai classici materiali da costruzione.
Tuttavia, dal momento che il bambù non esibisce una elevata resistenza al taglio, si preferisce utilizzarlo nelle strutture reticolari piane e spaziali, dove i culmi sono sottoposti prevalentemente ad azioni assiali di compressione e trazione. Esistono al mondo diverse opere che sfruttano le potenzialità di questa pianta. Si ricordano, a titolo di esempio, le opere di Simon Velez, il padiglione Archiviato il 16 giugno 2018 in Internet Archive. realizzato in occasione dell’EXPO 2010 a Shanghai ed altre importanti opere come la struttura per il casello autostradale a Pereira e la passerella pedonale a Cucutà, entrambe in Colombia. Anche in Italia è presente un’opera permanente in bambù: a Vergiate (VA) è stato realizzato nel 2003 un padiglione con culmi di Guadua angustifolia kunth ispirandosi al Padiglione ZERI costruito ad Hannover in occasione dell'EXPO 2000.

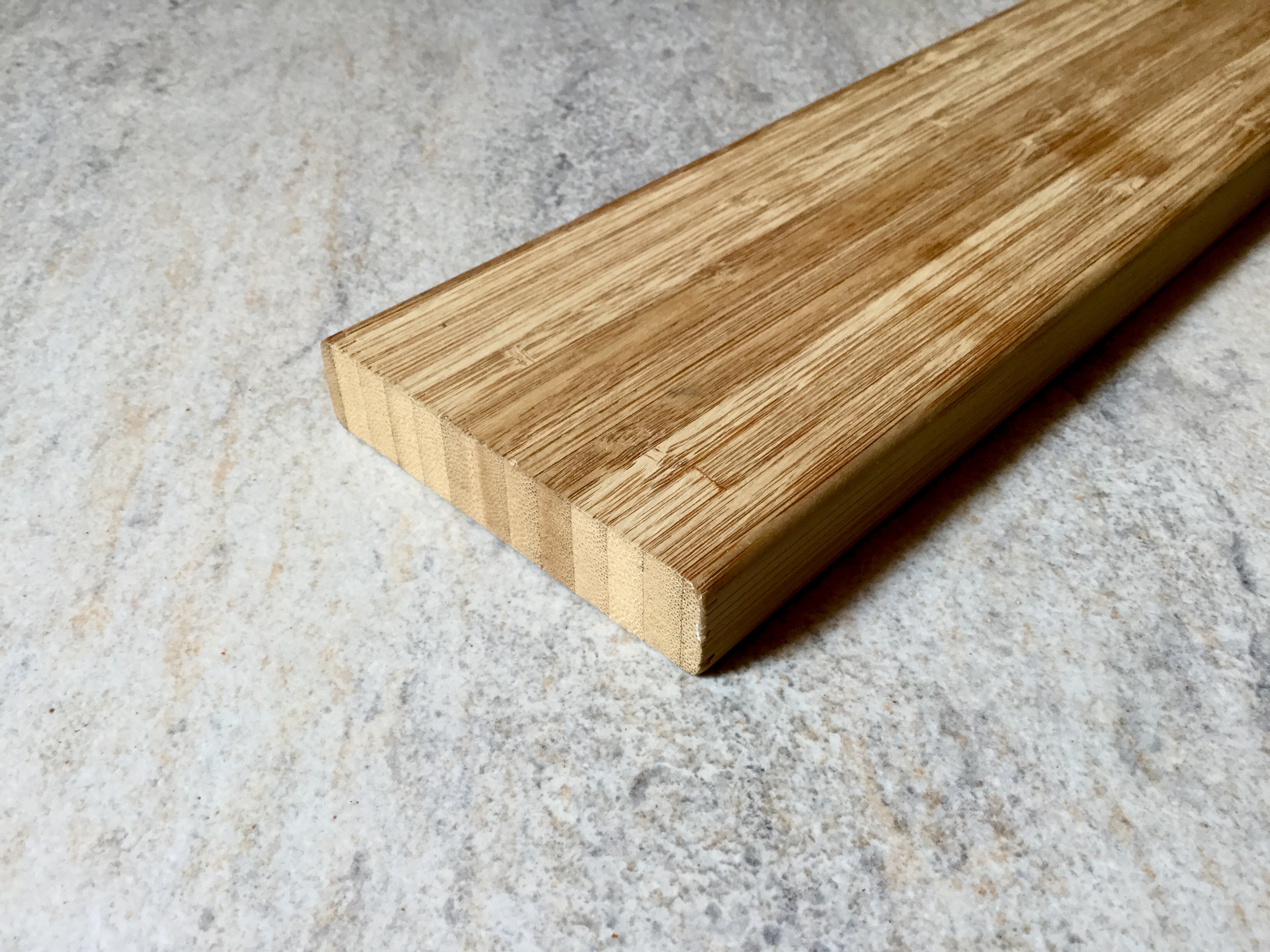
Bambù lamellare prodotto dalla Lamboo Technologies

Il bambù, come il legno, può essere trasformato e lavorato per la produzione di “prodotti ingegnerizzati”. Attualmente esistono varie categorie di prodotti di bambù (laminated bamboo lumber, bamboo veneer, plybamboo, oriented-strand bamboo, bamboo particleboard). Nell’ambito dell’ingegneria strutturale, il bambù lamellare è un ottimo materiale da costruzione. Viene prodotto partendo dalla riduzione del culmo in tante lamelle sottili di forma rettangolare, che vengono poi incollate fra loro e disposte in modo tale da realizzare elementi di forma e di dimensioni volute. Esistono diversi progetti di opere e prototipi fatti con questo materiale. Si ricorda la passerella pedonale d’accesso al Triennale Design Museum costruita interamente in bambù lamellare da Albertani corporates S.p.A. e progettata dall’architetto Michele De Lucchi.
Mettendo a confronto l’uso del culmo e del bambù lamellare, si può generalmente affermare che il primo, per via della sua bassa durabilità e difficile standardizzazione, potrebbe essere impiegato come elemento strutturale per opere singolari e di breve durata, mentre, il bambù lamellare potrebbe essere considerato un vero e proprio materiale da costruzione al pari del legno lamellare per la realizzazione di opere di varia natura.

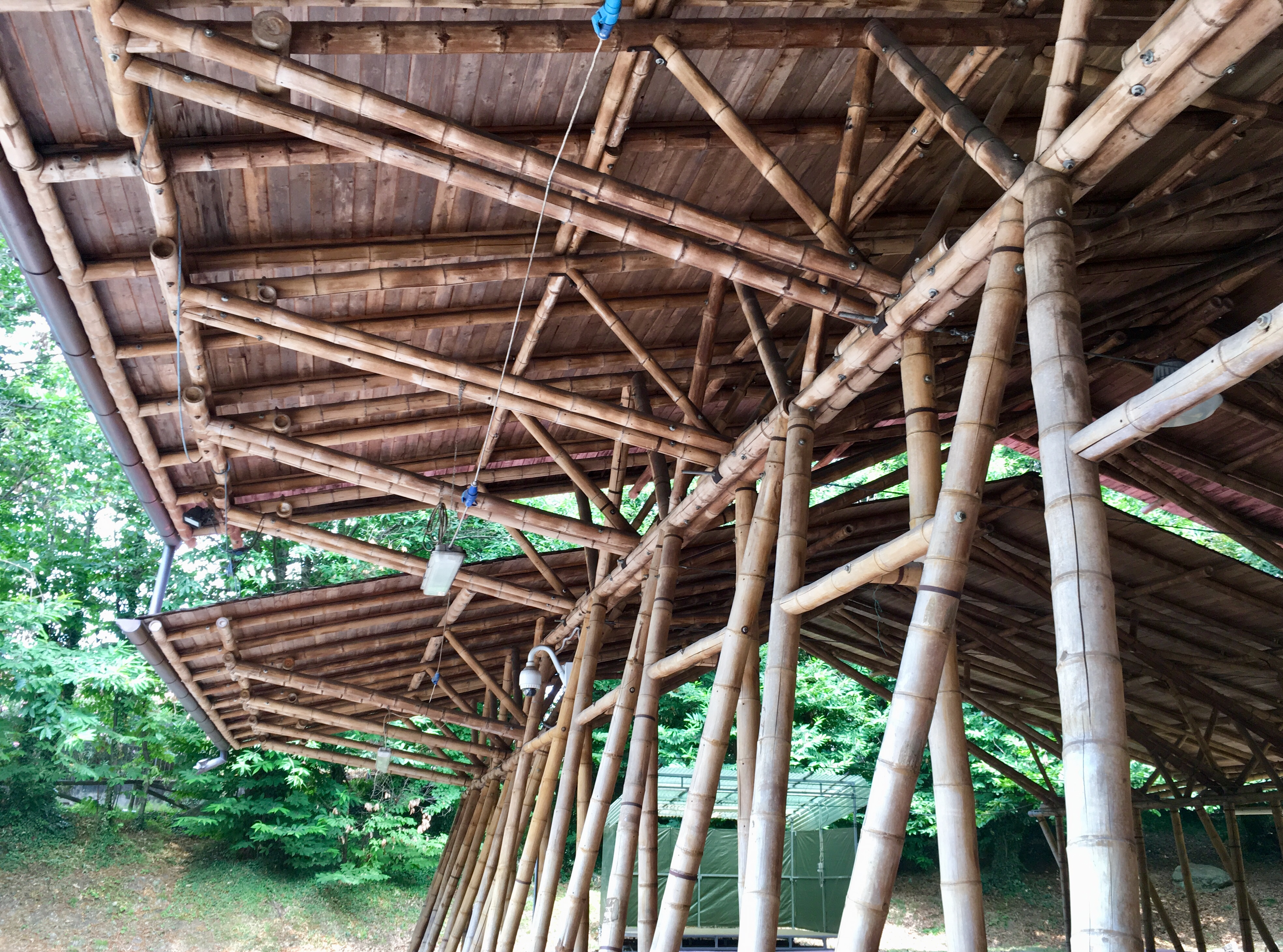
Struttura permanente in bambù a Vergiate (VA)

Esistono altri impieghi del bambù nell’ambito dell’ingegneria civile. Il culmo, può essere impiegato, infatti, come rinforzo per le travi in calcestruzzo, soluzione largamente studiata in Brasile per soddisfare la richiesta di nuove costruzioni utilizzando materiali locali ed economici. Un ultimo impiego è, invece, quello di sfruttare le fibre interne del bambù per la realizzazione di materiali compositi (bamboo fiber composites). Quest’ultimo utilizzo nasce dall’esigenza di creare prodotti più sostenibili, più economici pur tuttavia garantendo sempre un’alta affidabilità e buone prestazioni meccaniche. Alcuni esempi di polimeri usati per realizzare i compositi in bambù sono: poliestere, resine epossidiche, resine fenoliche, polipropilene e polivinilcloruro.
| fk,c [MPa] | fk,t [MPa] | fk,b [MPa] | fk,v [MPa] | Autori             |
| ---------- | ---------- | ---------- | ---------- | ------------------ |
| 20         | 40         | 30         | 2          | Kaminski S. et al. |

## La sostenibilità
Per quanto il bambù sia un buon materiale strutturale, definito spesso l’acciaio vegetale, tuttavia è bene ricordare che la sua resistenza meccanica poco si discosta generalmente da un materiale organico come il legno (eccetto che la resistenza a trazione, dove il bambù fornisce elevate prestazioni meccaniche). Ad esempio, il bambù lamellare ha prestazioni meccaniche in termini di rigidezza e resistenza di poco superiori rispetto ad un comune legno lamellare. 
| fc [MPa] | ft [MPa] | fb [MPa] | Tipologia prodotto                               | Autori            |
| -------- | -------- | -------- | ------------------------------------------------ | ----------------- |
| 66       | 169      | 106      | Laminated layer bamboo composite [0°/90°/0°/90°] | Verma C.S. et al. |
| 51       | 82       | 99       | Plybamboo sheets (Glubam)                        | Xiao Y. et al.    |
| 77       | 90       | 77 - 83  | Laminated bamboo                                 | Sharma B. et al.  |

Il punto di forza del bambù rispetto agli altri materiali da costruzione è la sua rinnovabilità perché cresce molto rapidamente e, quindi, potrebbe fornire materia prima molto più velocemente rispetto al legno, riducendo di fatto l’impatto ambientale provocato dal diboscamento. Uno studio realizzato da De Flander et al. (2009) evidenzia come le costruzioni con struttura in bambù laminato possano rappresentare un'alternativa valida e diretta a quelle in legno. Questo perché il bambù offre un notevole vantaggio in termini di produttività annuale per unità di superficie forestale, rispetto al legno. A causa della loro rapida crescita, i bambù legnosi giganti sono molto efficaci per assorbire l'anidride carbonica. Inoltre il bambù può crescere bene in suoli degradati e marginali, stabilizzando il suolo, controllando l'erosione del suolo e trattenendo l'acqua, grazie alle sue estese radici fibrose e ai suoi sistemi di rizomi ed al fogliame denso.

## Le norme tecniche
Attualmente (2025) esistono diverse norme tecniche riguardanti l’uso del bambù come materiale da costruzione. Quelle che hanno validità internazionale sono le norme ISO 22156, ISO 22157, ISO 19624, ISO 21625, ISO 23478, ISO 5257 e ISO 7567. La prima, la cui versione aggiornata è stata pubblicata nel 2021 facendo così decadere la validità della versione precedente del 2004, riguarda le regole di progettazione delle strutture in bambù (travi, pilastri, collegamenti). La ISO 22157, la cui versione aggiornata è stata pubblicata nei primi mesi del 2019 facendo così decadere la validità della versione precedente del 2004, riguarda, invece, le modalità per la determinazione delle proprietà fisiche e meccaniche del bambù, con particolare attenzione alle procedure da eseguire in laboratorio. La ISO 19624, pubblicata nel 2018, ha lo scopo di definire le procedure per la classificazione dei culmi attraverso prove non distruttive. La ISO 21625, pubblicata nel 2020, definisce i termini dei prodotti a base bambù. La ISO 23478, pubblicata nel giugno del 2022, riguarda i test per definire le proprietà fisiche e meccaniche da effettuare sul bambù ingegnerizzato. La ISO 5257, del 2023, specifica i metodi di prova, utilizzando provini di piccole dimensioni, adatti a determinare le seguenti proprietà meccaniche dei prodotti in bambù ingegnerizzato. Infine, la ISO 7567, pubblicata nel 2024, specifica i requisiti per i componenti degli elementi in bambù lamellare destinati all’uso strutturale. Esistono anche normative tecniche che sono in vigore in varie nazioni dove il bambù viene largamente usato come materiale da costruzione, come in Cina, in India, in Colombia, in Perù e in Ecuador.